# Mud Flow
Mud Flow was een Belgische alternatieve rockgroep, opgericht in 1998. De groep brengt emotionele ballades en explosieve, experimentele rocksongs. Hun albums A Life On Standby (2004) en Ryunosuke (2007) haalden beide de top 25 van de Waalse Ultratop 40 en verschenen ook in Frankrijk. Singles als 'Unfinished Relief' en 'Today' werden bescheiden hits.

## Biografie

### Amateur en Re*Act
De eerste twee platen werden opgenomen met producer Mike Butcher. De line-up van Mud Flow bestond toen, naast Vincent Liben, uit gitarist Damien Brouyaux, drummer Charly de Croix en bassist David Torfs.
Na de beloftevolle ep Preface (1998) en het daaropvolgende debuutalbum Amateur (2000) pakte de band uit met een tweede album Re*Act (2001) dat duidelijk inventiever was dan het eerdere werk van Mud Flow. Op het album speelden enkele gastmuzikanten mee zoals Esmeralda (trompet), Watch (keyboards) en producer Mike Butcher die de backing vocals en percussie voor zijn rekening nam.

### A Life On Standby
De line-up bestond ten tijde van hun derde studioalbum (2003), naast Liben, uit drummer Charly De Croix en bassist Blazz. De plaat krijgt heel wat lovende kritieken in Vlaanderen waardoor de groep voor het eerst airplay krijgt op Vlaamse radiostations als Studio Brussel en Radio 1. Mud Flow werd in Vlaanderen sinds A Life On Standby omschreven als het Brusselse broertje van dEUS. Vincent Libens zang op de plaat is vergelijkbaar met Radioheads Thom Yorke. De single 'Unfinished Relief', tot op heden de bekendste song van de band, bevat verwijzingen naar Pink Floyd.
In 2004 trad de band voor het eerst op in de Ancienne Belgique. Ze gaven ook onder meer een optreden voor 10.000 mensen op het Waalse festival 'Francollies de Spa'.

### Ryunosuke
Het vierde album werd genoemd naar de Japanse schrijver Ryunosuke Akutagawa. De producer van dienst was Rudy Coclet (Montevideo, Arno, Sharko, e.a.). Het album omvat, net als 'A Life On Standby', langere songs van 7 à 8 minuten. De vocals stonden meer centraal en bovendien kwamen er meer instrumenten aan bod.
Het album werd twee dagen vóór de release opgevoerd in de Ancienne Belgique. In 2007 deed Mud Flow ook enkele festivals aan zoals Pukkelpop, het Dour Festival, Autumn Rock en Rock The City. Verder trad de band op in de Brusselse Botanique.
In 2008 verliet Charlie deCroix Mud Flow om deel uit te maken van Sharko. Hij maakte sinds 2001 deel uit van Mud Flow ter vervanging van Laurent Moosen.
In juni 2010 hield de band op te bestaan. Zanger Vincent Liben ging solo verder.

## Discografie

### Albums
- Preface (ep, 1998)
- Amateur (2000)
- Re*Act (2001)
- A Life On Standby (2004) #21 (29 weken in de lijst)
- Ryunosuke (2007) #22 (18 weken)
- New album (2009)

### Singles
- Today (2004)
- Unfinished Relief (2004)
- Planes (2007)
- In Time (2007)